# Ancylocranium somalicum
Espèce
Synonymes
- Anops somalicus Scortecci, 1930

Ancylocranium somalicum est une espèce d'amphisbènes de la famille des Amphisbaenidae.

## Répartition
Cette espèce se rencontre en Somalie et en Éthiopie. 

## Description
Ce sont des reptiles apodes.

## Liste des sous-espèces
Selon The Reptile Database (14 mai 2014) :
- Ancylocranium somalicum parkeri Gans & Kochva, 1966 du Nord-Ouest de la Somalie
- Ancylocranium somalicum somalicum (Scortecci, 1930)

## Étymologie
Cette espèce est nommée en référence au lieu de sa découverte, la Somalie.

## Publications originales
- Gans & Kochva, 1966 : A systematic review of Ancylocranium (Amphisbaenia: Reptilia). Notes on amphisbaenids 22. Israel Journal of Zoology, vol. 14, p. 87-121.
- Scortecci, 1930 : Contributo alla conoscenza dei rettili e degli anfibi della Somalia, dell'Eritrea e dell'Abissinia. Bollettino dei Musei di zoologia ed anatomia comparata della R. Università di Torino, sér. 3, vol. 41, no 10, p. 1-26.